# Kim Dongdzsin (játékvezető)
Kim Dongdzsin (más átírással: Kim Dong Jin; 1973. június 9. –)  dél-koreai nemzetközi labdarúgó-játékvezető.

## Pályafutása

### Nemzetközi játékvezetés
A dél-koreai labdarúgó-szövetség Játékvezető Bizottsága 2005-ben terjesztette fel nemzetközi játékvezetőnek, a Nemzetközi Labdarúgó-szövetség (FIFA) bíróinak keretébe. Az AFC JB elit csoportjában foglalkoztatják. Több nemzetek közötti válogatott és klubmérkőzést vezetett.

#### Világbajnokság
A világbajnoki döntőhöz vezető úton Dél-Afrikába a XIX., a 2010-es labdarúgó-világbajnokságra és Brazíliába a XX., a 2014-es labdarúgó-világbajnokságra a FIFA JB bíróként alkalmazta.Az AFC zónában vezetett selejtező mérkőzéséket.

##### 2010-es labdarúgó-világbajnokság
| Időpont           | Helyszín                | Mérkőzés típusa           | Mérkőzés              | Eredmény | Nézők száma |
| ----------------- | ----------------------- | ------------------------- | --------------------- | -------- | ----------- |
| 2008. június 7.   | MHSK Stadion, Taskent   | előselejtező (4. csoport) | Üzbegisztán–Szingapúr | 3 : 0    | 12 867      |
| 2009. március 28. | Városi Stadion, Saitama | előselejtező (A. csoport) | Japán–Bahrein         | 1 : 0    | 57 276      |

##### 2014-es labdarúgó-világbajnokság
| Időpont             | Helyszín                     | Mérkőzés típusa           | Mérkőzés              | Eredmény | Nézők száma |
| ------------------- | ---------------------------- | ------------------------- | --------------------- | -------- | ----------- |
| 2011. szeptember 6. | Rajamangala Stadion, Bangkok | előselejtező (D. csoport) | Thaiföld–Omán         | 3 : 0    | 19 000      |
| 2011. november 11.  | Pamir Stadion, Dusanbe       | előselejtező (C. csoport) | Tádzsikisztán–Japán   | 0 : 4    | 18 000      |
| 2012. február 29.   | AAMI Park Stadion, Melbourne | előselejtező (D. csoport) | Franciaország–Belgium | 4 : 2    | 24 240      |

2011-ben Kolumbia rendezte az U20-as labdarúgó-világbajnokságot, ahol a FIFA JB bíróként alkalmazta.
| Időpont             | Helyszín                                             | Mérkőzés típusa           | Mérkőzés              | Eredmény | Nézők száma |
| ------------------- | ---------------------------------------------------- | ------------------------- | --------------------- | -------- | ----------- |
| 2011. augusztus 1.  | Metropolitano Roberto Meléndez Stadion, Barranquilla | előselejtező (E. csoport) | Egyiptom–Panama       | 1 : 0    | 9 299       |
| 2011. augusztus 5.  | El Campín Stadion, Bogotá                            | előselejtező (B. csoport) | Portugália–Új-Zéland  | 1 : 0    | 31 395      |
| 2011. augusztus 10. | Jaime Morón León Stadion, Cartagena                  | egyik nyolcaddöntő        | Franciaország–Ecuador | 1 : 0    | 15 881      |

#### Ázsia Kupa
2007-ben a torna történetében első alkalommal négy nemzet, Indonézia, Malajzia, Thaiföld és Vietnám adott otthont, 2011-ben Katar rendezte az Ázsia-kupát, ahol az AFC JB játékvezetői szolgálattal bízta meg.

##### 2007-es Ázsia Kupa
| Időpont            | Helyszín                  | Mérkőzés típusa           | Mérkőzés           | Eredmény | Nézők száma |
| ------------------ | ------------------------- | ------------------------- | ------------------ | -------- | ----------- |
| 2006. november 15. | Mong Kok Stadion, Kowloon | előselejtező (F. csoport) | Hongkong–Banglades | 2 : 0    | 1 273       |

##### 2011-es Ázsia Kupa
| Időpont          | Helyszín                        | Mérkőzés típusa           | Mérkőzés                     | Eredmény | Nézők száma |
| ---------------- | ------------------------------- | ------------------------- | ---------------------------- | -------- | ----------- |
| 2009. január 1.  | Yellow Dragon Stadion, Hangzhou | előselejtező (D. csoport) | Kína–Vietnam                 | 6 : 1    | 15 300      |
| 2010. március 3. | Abbasiyyin Stadion, Damaszkusz  | előselejtező (D. csoport) | Szíria–Libanon               | 4 : 0    | 16 000      |
| 2011. január 9.  | Ahmed bin Ali Stadion, Rijád    | előselejtező (B. csoport) | Szaúd-Arábia–Szíria          | 1 : 2    | 16 562      |
| 2011. január 12. | Kalifa Nemzetközi Stadion, Doha | előselejtező (A. csoport) | Kína–Katar                   | 0 : 2    | 30 778      |
| 2011. január 19. | Qatar SC Stadion, Doha          | előselejtező (D. csoport) | Egyesült Arab Emírségek–Irán | 0 : 3    | 5 012       |

#### Nemzetközi kupamérkőzések
Vezetett Kupa-döntők száma: 1.

##### AFC Kupa
| Időpont           | Helyszín                 | Mérkőzés típusa | Mérkőzés               | Eredmény | Nézők száma |
| ----------------- | ------------------------ | --------------- | ---------------------- | -------- | ----------- |
| 2011. október 29. | Markaziy Stadion, Qarshi | döntő           | Nasaf Qarshi–Kuwait SC | 2 : 1    | 15 753      |